# Concerto Hoàng Hà
Hoàng Hà hiệp tấu khúc là bản concerto dành cho piano được Ân Thừa Tông (殷承宗) và Trữ Vọng Hoa (储望华) cải biên vào những năm 1968-1969 từ bản "Hoàng Hà đại hợp xướng" do Tuyển (?) Tinh Hải (冼星海) sáng tác năm 1939 tại chiến khu Diên An trong thời kỳ kháng chiến chống Nhật của người Trung Quốc.

## Nội dung
Bản concerto bao gồm 4 chương:
- 1 - Dạo đầu：Hoàng Hà thuyền phu khúc (黃河船夫曲) (bài ca người chèo thuyền trên sông Hoàng Hà)
- 2 - Hoàng Hà tụng (黃河頌) (ca ngợi Hoàng Hà)
- 3 - Hoàng Hà phẫn (黃河憤) (Hoàng Hà nổi giận)
- 4 - Bảo vệ Hoàng Hà (保衛黃河) (bảo vệ Hoàng Hà)

Bản concerto cho piano này và bản Lương Sơn Bá - Chúc Anh Đài, là hai bản nhạc được thế giới biết đến như các tác phẩm âm nhạc Trung Quốc sử dụng âm hệ phương Tây nhưng chất liệu sáng tác lại từ dân gian Trung Quốc.